# 2014年沖縄県知事選挙
2014年沖縄県知事選挙（にせんじゅうよねんおきなわけんちじせんきょ）は、2014年12月9日の仲井眞弘多知事任期満了に伴い執行された沖縄県知事選挙である。2014年10月30日に告示、11月16日に投開票。

## 立候補者
（届出順）
| 表明者名                    | 出馬表明日     | 生年月日       | 年 齢 | 性 別 | 所属党派 | 新現 元別 | 代表的な肩書き                                     | 備考 |
| --------------------------- | -------------- | -------------- | ----- | ----- | -------- | --------- | -------------------------------------------------- | --- |
| 下地幹郎 （下地ミキオ）     | 2014年 7月31日 | 1961年 8月14日 | 53    | 男    | 無所属   | 新        | 前政党そうぞう代表 元郵政民営化担当大臣            | そうぞうと維新の党沖縄県総本部が独自に支援 |
| 喜納昌吉 （キナ昌吉）       | 2014年 9月24日 | 1948年 6月10日 | 66    | 男    | 無所属   | 新        | 前民主党沖縄県総支部連合会代表 元参議院議員（1期） | （民主党本部・県連共に公認・推薦せず自主投票） |
| 翁長雄志 （オナガ雄志）     | 2014年 9月10日 | 1950年 10月2日 | 63    | 男    | 無所属   | 新        | 前那覇市長                                         | 社民・共産・生活の3党の県連、社大党、県議会会派県民ネットでつくる支援団体、名護市の稲嶺市長と市長支持派の市議ら、地元経済界の有志、自民党を除名された会派「新風会」所属の那覇市議らが支援、連合沖縄が推薦 |
| 仲井眞弘多 （なかいま弘多） | 2014年 8月7日  | 1939年 8月19日 | 75    | 男    | 無所属   | 現        | 現職沖縄県知事 （2期）                             | 自民党、次世代の党推薦。県内の主要経済団体15団体のうち、11団体が推薦。宜野湾市長、豊見城市長、宮古島市長など27市町村長が支持。県内88企業・77団体が推薦。                                                  |

## 争点

### 普天間基地返還について
今回の沖縄県知事選挙は最大の争点となる米軍普天間飛行場返還について主張の違いが鮮明となった。
| 候補者名   | 普天間基地返還方針   | 移転へのコメント | 沖縄タイムスの寸評 |
| ---------- | -------------------- | --- | ------------------ |
| 下地幹郎   | 県民投票で終止符     | 県民投票の結果に従う。「賛成」の結果が出れば「推進」、「反対」との結果であれば「中止・撤回」                                                        | 民意に基づき行動   |
| 喜納昌吉   | 承認取り消し可能     | 反対・阻止を叫んでも、実力阻止するなら別だが、取り消しあるいは撤回を選挙前にはっきり約束できない人は信用できない。                                  | 撤回 取り消し強調  |
| 翁長雄志   | 国外か県外で解決     | 普天間飛行場の名護市辺野古移設に対する県民の反対は8割超。地元の理解の得られない移設案を実現することは、事実上不可能である。                         | 米でロビー活動も   |
| 仲井眞弘多 | 辺野古へ移転が現実的 | 人口密集地にあり世界一危険な普天間飛行場の1日も早い危険性の除去が最も重要である。18年におよぶ普天間移設問題を、これ以上先送りすることは許されない。 | 危険除去へ現実策   |

沖縄知事選公約くらべ読み：「普天間」

### 雇用対策について
雇用対策について経済振興などについて
| 候補者名   | 雇用対策方針      | 雇用対策へのコメント |
| ---------- | ----------------- | --- |
| 下地幹郎   | 所得倍増取り組む  | 「所得倍増」を公約する。現在の県民総生産 (GPP) は3.8兆円（2011年）、1人当たり県民所得は202万円だが、これを10年後の25年までにGPP6兆円、県民所得を300万円を目標として取り組む。                                                                                  |
| 喜納昌吉   | 交通インフラ整備  | 鉄軌道、高速双胴船（カタマラン）、低運賃で利用できる航空路線「スカイタクシー」などの交通インフラを整備する。本土と1時間の時差を設ければ、証券取引市場の開設時間を早めることができるため、香港と東京市場の間に割って入る金融市場ができる                        |
| 翁長雄志   | 雇用の質 改善図る | 教職員の正規率全国並みの実現、労働環境実態調査を踏まえた離職者対策の実施、若年者雇用のミスマッチ解消のためのインターンシップ（就業体験）事業の取り組み、グローバル人材育成のための長期ジョブトレーニング事業、グッジョブ運動やトライアル雇用制度の充実強化など |
| 仲井眞弘多 | 産業の振興を推進  | 観光、情報通信、国際物流に並ぶ新たなリーディング産業の創出、国際戦略特区と経済特区の統合・革新による新たな国際経済特区の検討、那覇空港の国際物流、航空機整備拠点、産業化の支援に取り組むなど、経済の好循環の拡大に向けた産業の振興を推進する。                 |

沖縄知事選公約くらべ読み：「雇用対策」

## 概要
従来の沖縄県内の選挙でよく見られる保革対立から一転し、普天間基地の辺野古移設や県内のオスプレイ配備などをめぐる仲井眞県政の姿勢に対する評価を争点として、3選を目指す仲井眞に対し旧自民党系市議が野党との統一候補を擁立するなど4人が立候補した。また、同選挙への候補者支援をめぐって自民、民主、維新の各党が地元県連と党本部で対応が分かれ、自民党市議や県議が除名や離党となったり、民主県連幹部が党本部から除名される事態となっている。
在日米軍普天間基地の辺野古移設に反対し続けてきた翁長雄志（那覇市長）に対して社民・共産両党など野党陣営が候補者の検討を絞りつつあったなか、6月に自由民主党（以下、自民党）の那覇市議会会派「自民党新風会」所属議員11名が翁長市長に出馬要請した他、前回選挙で仲井眞を支援した地元企業の一部も翁長支援を表明するなど、普天間基地移設問題への対応が保守政界内でも分かれており、複雑な様相を呈した。なお、市議らはこの行動により除名などの処分となった。

## 経緯
7月22日までに県議会野党の社会民主党沖縄県連、日本共産党県中央委員会、沖縄社会大衆党、生活の党県連、県議会会派の「県民ネット」の5団体でつくる知事選候補者選考委員会が那覇市長の翁長雄志に候補を一本化。最終選考に残っていた高良鉄美琉球大学法科大学院教授に翁長で一本化する方向性を伝えた。8月3日には名護市長の稲嶺進と同市議会の稲嶺氏支持派市議団15名（会派「仁の響」8名、「ニライクラブ」4名、無会派3名 = いずれも無党籍）が翁長に出馬要請
、同11日には前述の選考委員会を構成する野党5団体が合同で正式に出馬要請した
。
9月10日、那覇市議会定例会で正式に立候補を表明した。
また、翁長の市長辞任にともない県知事選と同日に行われる予定の那覇市長選挙には後任として副市長の城間幹子が出馬する公算。
一方、現職の仲井眞弘多に対しては早くから3選続投に向け自民党県連所属議員らが秋波を送り、知事は7月26日には自民党県連からの出馬要請を正式に受諾した。8月7日、記者会見で出馬表明。27日までには党本部が推薦を正式決定し、河村建夫選挙対策委員長が推薦状を手渡した。
地域政党である政党そうぞう代表で元郵政民営化担当相の下地幹郎はかねてから翁長に強いライバル心を持っており、そうぞうの代表を辞職・離党して政党の推薦を受けずに無所属で立候補することを表明した。そうぞう及び同党と政策協定を結んでいる日本維新の会（選挙投票日時点で維新の党）は下地を支援する方針と伝えられていたが、日本維新の会幹事長の松井一郎大阪府知事は8月6日、党本部としては下地を推薦・支持しないと府庁で記者団に明言した。（なお、維新・沖縄県本部の担当者は沖縄タイムスが8月15日に開いた座談会で下地氏支援の意向を表明している）
下地は沖縄普天間飛行場について、最近出した政策集の中で、暫定的に嘉手納統合や辺野古移設を認めた上で、将来的には県外移設を目指すと訴えていたが、出馬に向けた記者会見では「私が知事になったら6カ月以内に県民投票を実施して、承認か撤回かを明確に決める」と述べた。
公明党は、従来から県内で辺野古移設に反対の姿勢をとっており、辺野古移設を進める仲井眞知事の支援には慎重な構えを崩していない。これに対し仲井眞、翁長両候補を支持する陣営から公明党の協力を求める声が送られていたが、党県本部は最終的に自主投票を発表した。
県連所属国会議員が0人となるなど影響力の低下が著しい民主党は一時、県連代表の喜納昌吉が鳩山由紀夫元首相に出馬を打診し断られた。7月29日の会見で海江田万里代表が「まだ党が誰を推すか決まっていない」と強調。辺野古移設については「『今現在』はそれが党の到達点だ」と発言するなど、対応を巡り逡巡している。8月15日に沖縄タイムスが開いた政党代表者の座談会でも、今後独自候補を擁立する考えを示し、その後9月16日には県連が常任幹事会で喜納本人の擁立を決定し出馬要請、喜納も出馬に意欲を示した。民主党幹部は支持母体の連合が翁長支持を決めたことなどから、党本部として公認しない考えを示し、22日馬渕澄夫選対委員長が県連側に通達したが、喜納は24日には正式に出馬表明会見し、最大争点の辺野古移設に反対の姿勢をとることを強調したうえで、党本部から処分を受ける場合でも出馬することを明言した。喜納は26日に再度党本部を訪れ、枝野幸男幹事長、馬渕選挙対策委員長に支援を要請したが、党本部はこれを拒否。枝野は「辺野古移設は党の苦渋の選択」としたうえで、辺野古移設に反対の姿勢をとる喜納の公認は認められないと述べた。さらに出馬を強行する場合は離党するよう伝えたが、喜納は会談後、記者団に再度出馬の決意に変わりがないことを述べ、党本部は10月14日の常任幹事会で喜納を除籍とする処分を決定した。

## 同日選挙
- 那覇市長選挙
- 沖縄県議会議員補欠選挙【各定数1・計3議席】
  - 名護市選挙区（末松文信の名護市長選挙出馬による）
  - 沖縄市選挙区（桑江朝千夫の沖縄市長選挙出馬による）
  - 那覇市選挙区（前田政明の死去による）
- 那覇市議会議員補欠選挙（比嘉瑞己と山川典二の沖縄県議会議員補欠選挙出馬による）【2議席】

## 選挙結果
各候補の得票率
投開票の結果、新人の翁長雄志が現職の仲井眞に圧倒的な大差をつけて初当選を果たし、初の戦後生まれの沖縄県知事となった。投票率は64.13%で前回知事選と比較して3.27%上回った。
※当日有権者数：1,098,337人 最終投票率：64.13%（前回比：+3.27pts）
| 候補者名   | 年齢 | 所属党派 | 新旧別 | 得票数    | 得票率 | 推薦・支持                                                           |
| ---------- | ---- | -------- | ------ | --------- | ------ | -------------------------------------------------------------------- |
| 翁長雄志   | 63   | 無所属   | 新     | 360,820票 | 51.61% | （支持）日本共産党・生活の党・社会民主党・沖縄社会大衆党・「新風会」 |
| 仲井眞弘多 | 75   | 無所属   | 現     | 261,076票 | 37.34% | （推薦）自由民主党・次世代の党                                       |
| 下地幹郎   | 53   | 無所属   | 新     | 69,447票  | 9.93%  | （支持）政党そうぞう・維新の党沖縄県本部                             |
| 喜納昌吉   | 66   | 無所属   | 新     | 7,821票   | 1.12%  |                                                                      |

出典：平成26年執行沖縄県知事選挙及び沖縄県議会議員補欠選挙（沖縄県選挙管理委員会）2014年11月23日閲覧
翁長が勝利した背景には、社民党や社大党、共産党、生活の党の野党に加え、県議会会派である「県民ネット」、保守系の那覇市議、経済界有志などによる「オール沖縄」の支援、従来は仲井眞を支持していた公明党が辺野古の埋め立て承認に反発して今回は自主投票に回った事が指摘されている。